# Філіпенко Валентин Володимирович
Валентин Володимирович Філіпенко (31 травня 1935, Одеса — 26 вересня 2013, Одеса) — український живописець іпедагог; член Спілки радянських художників України, заслужений художник України .

## Біографія
Народився 31 травня 1935 року в Одесі. У 1951—1956 роках навчався в Одеське державне художнє училище імені  Митрофана Грекова, був учнем Миколи Павлюка. У 1956—1962 роках продовжив здобувати мистецьку освіту на живописному факультеті Ленінградський інститут живопису, скульптури та архітектури імені Іллі Репіна, де його викладачами були Віктор Орєшников, Борис Угаров, Віктор Рейхет, Олександр Деблер. Був відмінником. Протягом 1963—1965 років працюв у Творчих майстернях при цьому інституті.
В 1966 році почав педагогічну діяльність в Одеському художньому училищі. Серед учнів: Геннадій Горбунов, Володимир Дудник, Володимир Кабаченко, Олег Недошитко. З 1973 року працював в Одеському державному педагогічному інституті імені К. Д. Ушинського, будучи викладачем, доцентом кафедри живопису та історії мистецтва.
Член Спілки радянських художників України з 1970 року.
Протягом 1994—2003 років працював у Китаї, викладав малюнок, живопис та композицію в Шандунському інституті мистецтв, Педагогічному університеті міста Цинант. З 2008 року обіймав посаду професора Південноукраїнського національного педагогічного університету імені К, Д. Ушинського. Серед учнів:  Дмитро Величко, Тетяна Іщенко, Лариса Кондрашова, Віктор Коріньок, Ігор Майструк, Віталій Левенцов, Вероніка Мон, Анатолій Наумов.
Мешкав в Одесі в будинку на вулиці Чижикова/Пантелеймонівській, № 62, квартира № 5. Помер в Одесі 26 вересня 2013 року. Похований в Одесі на Таїровському кладовищі.

## Творчість
Працював у галузі станкового живопису, створював жанрові картини, портрети, пейзажі, натюрморти. Серед ообіт:
- жанрові картини: «Свято врожаю» (1985)[5], «Вершник»[6];
- портрети: «Портрет сина»[6], «Портрет китаянки» (1996)[3], «Дівчина з намистом», «Портрет  дружини», «Дівчина з золотим волоссям», «Портрет Жанни»[2];
- пейзажі: «Будинок біля річки» (1980)[6], «Храм» (1994)[6], «Місто біля моря», «Пейзаж з червоним дахом», «Керчь», «Весна. Пробуждення»[2];
- натюрморти: «Натюрморт із полем» (1973)[3].

Брав участь у республіканських, всесоюзних, міжнародних виставках. В 1986, 2005, 2006  роках відбувалися персональні виставки художника  в Одеському художньому музеї, в 1993 році — у Німеччині, у 1998, 1999 роках — у Китаї, в 2004 році — у США.
Роботи зберігаються в Одеському художньому музеї, музеях України, приватних колекціях України та за кордоном. 

## Нагороди
- Звання "Заслужений художник України" (1993)[2][3].